# Jay Leonhart

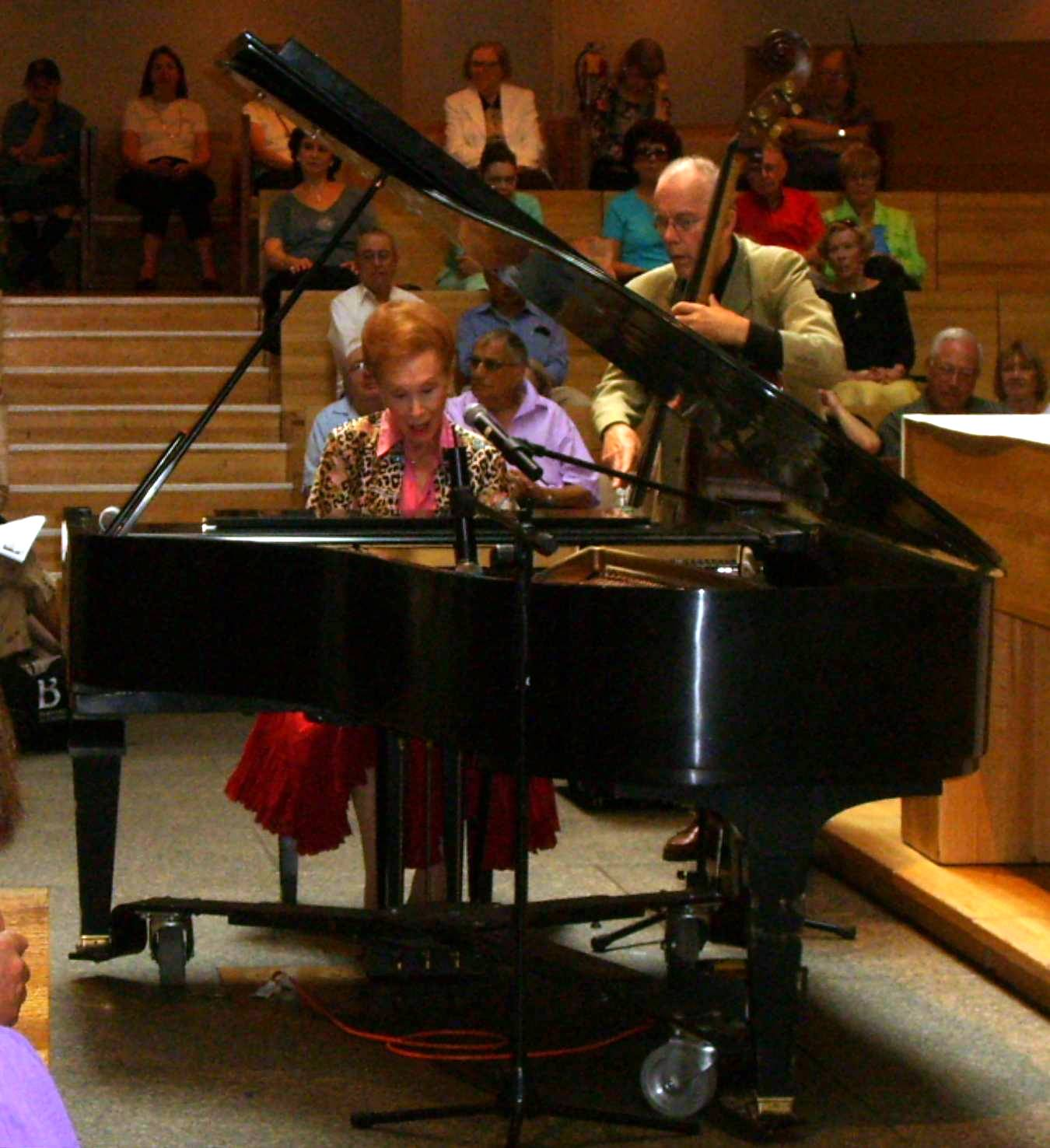
Jay Leonhart (rechts) mit Barbara Carroll bei einer Jazzvesper in der St Peter’s Lutheran Church (2007)

Jay Leonhart  (* 6. Dezember 1940 in Baltimore, Maryland als James Chancellor Leonhart) ist ein US-amerikanischer Bassist, Sänger und Songwriter in den Bereichen des Jazz und der Populären Musik.

## Leben und Wirken
Leonhart stammt aus einer musikalischen Familie und begann zunächst Klavier, Gitarre und Banjo zu spielen. Mit vierzehn Jahren wechselte er zum Kontrabass und spielte in Baltimore in einer Dixieland Jazzband. Er hatte 1946/48 und erneut 1956/57 Unterricht am Peabody Institute, studierte mit Abschluss 1960/61 am Berklee College of Music und anschließend an Oscar Petersons Advanced School of Contemporary Music in Toronto, die er verließ, um in tourenden Bigbands wie bei Buddy Morrow und Mike Longo zu spielen. Anfang der 1960er Jahre begann er als Berufsmusiker zu arbeiten, wie bei John Eaton. Von 1963 bis 1967 spielte er in der Begleitband von Ethel Ennis, daneben jobbte er als Versicherungsmakler und Pilot.
1968 kam er nach New York, wo er die Sängerin Donna Zier kennenlernte und heiratete. Leonhart spielte in den Bands von Urbie Green (1968 bis 1970), Marian McPartland (1970 bis 1973), Jim Hall (1971 bis 1973), Tony Bennett (1971 bis 1974) und 1974/1975 in der Thad Jones/Mel-Lewis-Bigband; seit 1974 arbeitete er zudem im Duo mit Barbara Carroll. Daneben war er freischaffend für Lee Konitz, Buddy Rich, Tal Farlow und andere tätig, arbeitete ansonsten meist als Sessionmusiker für Künstler wie James Taylor, Ozzy Osbourne und Queen Latifah. Auch nahm er mit Chuck Wayne und Harold Ousley auf. Zwischen 1975 und 1995 wurde er drei Mal als The Most Valuable Bassist mit dem Preis der National Academy of Recording Arts and Sciences ausgezeichnet.
Jay Leonhart hat eine Reihe von Alben unter eigenem Namen veröffentlicht, u. a. mit Roger Kellaway und für die Label DMP und Sunnyside, auf denen er auch als Sänger humorvoller Lieder und Vokalisen hervortritt; sein bekanntester Titel heißt „It’s Impossible to Sing and Play the Bass“. Das widerlegt er in seiner Ein-Mann-Show (The Bass Lesson).
Er komponierte einige Titel für verschiedene Künstler wie Blossom Dearie, Lee Konitz und Gary Burton. Leonhart wirkte auch an Aufnahmen von Benny Bailey, Dick Hyman, Bucky Pizzarelli (5 for Freddie, 2007), Gerry Mulligan, Louis Bellson, John Bunch, Eddie Higgins, Meredith D’Ambrosio und Dave Grusin mit. Er tritt regelmäßig im Duo mit dem Posaunisten Wycliffe Gordon auf; gemeinsam entstand das Album This Rhythm on My Mind.

## Diskographische Hinweise
- Two Lane Highway (1992)
- Salamander Pie (1983)
- There’s Gonna Be Trouble (1984) (mit Joe Beck)
- Cool (2004)
- Group 15 Plays Monk (2007)